# Pholidichthys leucotaenia
Pholidichthys leucotaenia is een straalvinnige vissensoort uit de familie van aalgrondels (Pholidichthyidae). De wetenschappelijke naam van de soort is voor het eerst geldig gepubliceerd in 1856 door Bleeker.